# イシガキトカゲ
イシガキトカゲ（Plestiodon stimpsonii）は、トカゲ科トカゲ属に分類されるトカゲ。

## 分布
日本（石垣島、西表島、下地島、竹富島、鳩間島、黒島、小浜島、波照間島）固有種

## 形態
全長15センチメートル。日本に分布するトカゲ属の構成種では最小種。胴体中央部の斜めに列になった背面の鱗の数（体列鱗数）は平均265-7本の明色の縦縞が入る。この縦縞が耳孔の上部を通り途切れないが、変異も大きい。

## 生態
海岸から山地にかけての草原、森林に生息する。低地の開けた環境に生息するキシノウエトカゲと同所的に分布する地域では住み分けを行っているため、主に山地の森林に生息する。

## 保全状態評価
準絶滅危惧（NT）（環境省レッドリスト）